# Leopold Koenig
Leopold Koenig (Saint-Pétersbourg 1821-1903) est un industriel du sucre d'origine allemande, surnommé le « roi du sucre » qui fit toute sa fortune dans l'Empire russe.

## Biographie

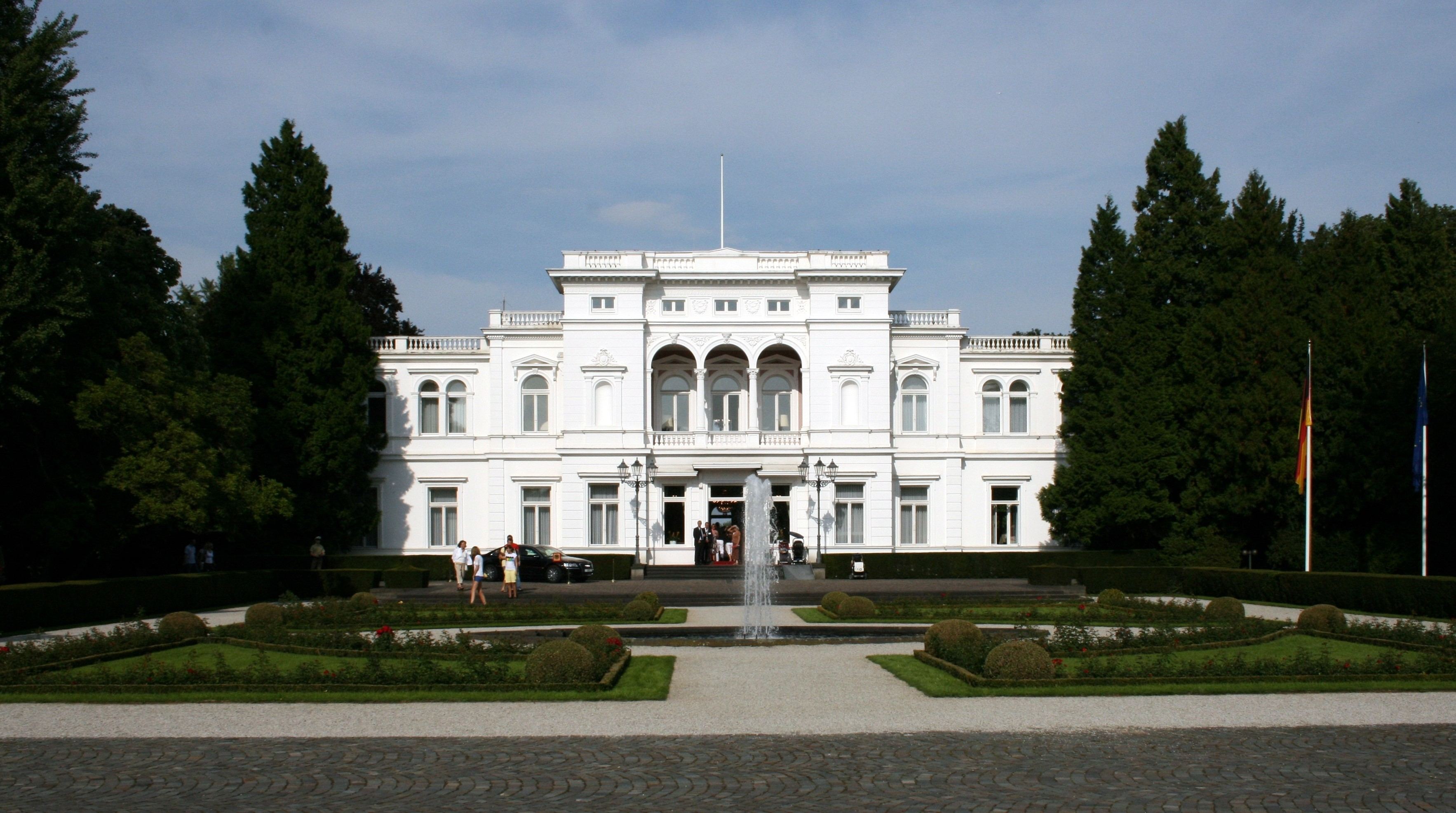
Leopold Koenig a été aussi propriétaire de la Villa Hammerschmidt à Bonn de 1868 à 1899.

Leopold Koenig naît dans une famille allemande de Saint-Pétersbourg. Son père Johann Georg (1785-1856) possède une petite brasserie dans le quartier allemand de la capitale impériale. Son fils Leopold étudie dans un pensionnat anglais de la ville, jusqu'à l'âge de quinze ans. Il veut devenir architecte, mais l'entreprise familiale brûle dans le grand incendie de 1837 de Saint-Pétersbourg, ruinant les espoirs du jeune homme. Il entre comme employé dans une fabrique de sucre appartenant à un ami de la famille. Il apprend tout du métier et au bout de cinq ans devient conseiller de la direction.
Après la mort du propriétaire de l'usine, Koenig entre à l'usine du richissime Procope Ponomariov et en devient l'un des cadres dirigeants. Quelques années plus tard grâce à des prêts au début de Caroline Pampel (en 1846), il crée sa propre compagnie « L.E. Koenig », après un séjour à Hambourg et achète sa première usine à Saint-Pétersbourg. Il applique les dernières technologies modernes de fabrication du sucre.
Il achète dans les années 1870 le domaine des Okhtirsky à Lebindinsky près de Kharkov faisant plus de quarante mille déciatines, puis, en 1874 le Domaine Galitsine de Trostianets. Il décide du prix du sucre dans toute la Russie et la bourse se cale à ses décisions (quarante kopeks le poud). Il possède 60 % des raffineries de Russie en 1905 qui en possédait alors vingt-deux. On estime qu'il avait une fortune au début du XXe siècle de vingt-et-un millions de roubles. Il fait agrandir en 1881 le château de Charovka et aménager le parc par Georg Kuphaldt que son fils Alexander choisit plus tard pour son château de Blücherhof dans le Mecklembourg.
Il meurt en 1903 à l'âge de quatre-vingt-deux ans, laissant sa fortunes à cinq fils : Karl, Leopold, Alexander, Friedrich et Julius. Ceux-ci fondent la compagnie « L.E. Koenig et héritiers » dirigée à partir de 1913 par le frère cadet Julius. Plus de vingt mille ouvriers travaillaient dans les usines de sucre, de bois, les laiteries, chocolateries, les vignobles, etc. Toutes les propriétés ont été nationalisées en 1918 par les bolchévistes et la famille émigre.